# Vamorolon
| Pharmakologische Daten  | Pharmakologische Daten                 |
| ----------------------- | -------------------------------------- |
| Verabreichungsweg       | Oral (Einnahme)                        |
| Plasmaeiweißbindung     | ~ 88 %                                 |
| Maximaler Plasmaspiegel | nach ca. 2 Stunden                     |
| Halbwertzeit            | 2 Stunden                              |
| Metabolisierung         | Hepatisch (Phase-I- und II-Reaktionen) |
| Ausscheidung            | Fazes (30 %), Urin (48 %)              |

Vamorolon ist ein Arzneistoff aus der Gruppe der Corticosteroide. Unter dem Namen Agamree (Hersteller: Santhera Pharmaceuticals) wurde er im Oktober 2023 in den USA und in der EU zur Behandlung der Duchenne-Muskeldystrophie zugelassen bzw. empfohlen.
Die Anwendung erfolgt oral (Einnahme).

## Eigenschaften
Vamorolon ist ein Corticosteroid und entwickelt seine pharmakologische Wirkung unter anderem durch Bindung an den Glucocorticoid-Rezeptor (GR). Jedoch sollen die erwünschten Wirkungen im weiteren Signalweg von den unerwünschten abgekoppelt werden („dissoziieren“), weswegen sich auch die Bezeichnung „dissoziativer GR-Ligand“ findet.

## Verwendung
Vamorolon ist angezeigt zur Behandlung der Duchenne-Muskeldystrophie (DMD) bei Patienten ab 2 Jahren (USA) bzw. ab 4 Jahren (EU). DMD ist eine seltene muskuläre Erbkrankheit, die X-chromosomal vererbt wird und somit fast ausschließlich bei Jungen auftritt. 

## Klinische Prüfung
In klinischen Studien führte die tägliche Behandlung mit Vamorolon zu einer mit Prednisolon vergleichbar guten Verbesserung der Muskelkraft und Ausdauer, jedoch ohne einige der schwerwiegendsten Nebenwirkungen von Steroiden, wie insbesondere Wachstumsverzögerungen und Beeinträchtigung der Knochenstabilität.
Als häufigste Nebenwirkungen wurden Merkmale des Cushing-Syndroms, Erbrechen, Gewichtszunahme und Reizbarkeit beobachtet.